# 2143 Jimarnold
2143 Jimarnold este un asteroid din centura principală, descoperit pe 26 septembrie 1973 de Eleanor Helin.